# Hermannus Torrentinus
Pour les articles homonymes, voir Torrentinus.
Hermannus Torrentinus ou Herman van Beek, Herman van der Beeke (vers 1450 - vers 1520), fut un grammairien néerlandais.

## Biographie
Né à Zwolle (Overijssel), il fut l'élève d'Alexander Hegius von Heek à Deventer, puis entra dans la congrégation des Frères de la vie commune, consacrée à l'enseignement, et enseigna la rhétorique à Groningue. Après la mort de son père, il quitta les Frères pour retourner à Zwolle afin de secourir sa mère, et enseigna, quoiqu'aveugle, jusqu'à sa mort.
On a de lui : 
- De generibus nominum ; de heteroclitis ; de patronymicis ; de nominum significationibus (1503) ;
- Elucidarius carminum et historiarum (Deventer, 1498). Aussi publié sous le titre de Parvum dictionarium poeticum, c'est le premier essai connu d'un dictionnaire historique, mythologique et géographique. cet ouvrage connut plus de 40 rééditions jusqu'en 1540.